# Droga krajowa B205 (Niemcy)
Droga krajowa 205 (niem. Bundesstraße 205, B 205) – niemiecka droga krajowa przebiegająca  z zachodu na wschód od węzła Neumünster-Süd na autostradzie A7 na południu Neumünster do skrzyżowania z autostradą A21 na węźle Wahlstedt w Szlezwiku-Holsztynie.
Droga stanowi ważne połączenie pomiędzy autostradami A7 i A21 i jest rozbudowana do drogi ekspresowej.